# 美國陸軍傳染病醫學研究院
美國陸軍傳染病醫學研究院（英語：United States Army Medical Research Institute of Infectious Diseases，字首縮寫為USAMRIID），是美國陸軍轄下最主要的防禦性醫療研究單位，專門研發生物武器作戰的防禦方式。設立於美國馬里蘭州戴翠克堡。隸屬於美國陸軍醫療研究司令部。

## 介绍
傳染病醫學研究院是美國國防部轄下唯一具備四級生物安全防護水準的最高防護研究實驗室，研究實驗人員需強制性地穿戴獨立供氧的正壓全身防護裝，處理或研究致命微生物，包括黴菌、病菌或病毒。
傳染病醫學研究院為軍事單位，有軍職研究人員，也聘雇非軍職研究學者，其研究背景包含醫學、獸醫、公共衛生、分子生物、生物化學等等，另外還有許多具專業背景的輔助性軍職或非軍職技師或員工。總計人數約為八百人。從一九五零年代開始，傳染病醫學研究院的前身『陸軍醫療單位』與『生物作戰實驗室』便開始對『傳染性疾病預防治療』與『生物作戰』以先進的醫療研究設備進行深具原創性的前瞻研究；時至今日，傳染病醫學研究院的醫療調查員經常與美國疾病管制中心、世界衛生組織，美國境內主要學術性、區域性醫療或公共衛生單位，世界各地其他國家主要醫療研究機構的研究者或調查員進行合作。
雖然傳染病醫學研究院最初的研究包括生物作戰，在1969、1970 年時由美國總統尼克森發出總統命令禁止使用生化武器後，專注於生物作戰防禦，並支援美國陸海空三軍相關需求。其現行任務在「保護戰鬥員免於生物作戰威脅並隨時準備調查疫病爆發或公共衛生威脅」。
2001年美國炭疽攻擊事件中，傳染病醫學研究院為美國境內所有最高防護研究實驗室單位之中，首先以基因鑑定方式判斷出，攻擊者所使用的炭疽熱病原孢子，全部屬於同一菌株：安姆斯菌株。這個菌株最早正是由傳染病醫學研究院開發。後來這個菌株被分給至少十五個美國境內生物研究實驗室和六個美國以外的研究部門。

## 外部連結
- USAMRIID website （页面存档备份，存于）

39°26′17″N 77°25′24″W / 39.438°N 77.4234°W